# Šárka Vaňková
Šárka Vaňková (* 30. října 1987 Chrudim nebo Jirkov) je česká zpěvačka proslavená především díky soutěži Česko hledá SuperStar. V listopadu roku 2004 vydala debutové album Věřím náhodám a v červnu 2006 další Teď a tady. Kromě zpívání si zahrála v teenagerovském filmu Panic je nanic, natočila svůj vlastní pořad, který si i sama moderovala a jiné. Později vystupovala s bavičem Zdeňkem Izerem.

## Vystoupení v pořaduČesko hledá SuperStar
kolo, skladba, nejznámější interpret skladby
- TOP 50: Já půjdu dál (Helena Vondráčková)
- TOP 10: Think Twice (Celine Dion)
- TOP 09: I Wanna Dance With Somebody (Whitney Houston)
- TOP 08: Ještě horší věci jsou (Pomáda)
- TOP 07: Oliver Twist (Eva Pilarová)
- TOP 06: Swing (Eva Pilarová)
- TOP 05: I'm With You (Avril Lavigne)
- TOP 04: Slza z tváře padá (Helena Vondráčková)
- TOP 04: Xanadu (Olivia Newton-Johnová)
- TOP 03: A ty se ptáš, co já? (Helena Vondráčková)
- TOP 03: Like A Virgin (Madonna)
- TOP 02: I'm With You (Avril Lavigne)
- TOP 02: I Wanna Dance With Somebody (Whitney Houston)
- TOP 02: Letím ke hvězdám

## Diskografie

### Sólová alba
- Věřím náhodám (2004)
- Teď a tady (2006)

### Jiné
- Česko hledá SuperStar top 10 (2004) – píseň I'm with you
- Standa 001 (album Standy Dolínka) (2004) – píseň Sen
- SuperVánoce (2005) – píseň Silent Night
- Blízko (2021) - duet s Richardem Nálepou